# Sleep Walk/All Night Diner
Sleep Walk/All Night Diner è il singolo di debutto dei fratelli italoamericani Santo & Johnny Farina, pubblicato dalla Canadian-American il 17 agosto 1959. Entrambi i brani sono composti da loro stessi con l'aiuto della madre Ann Farina, registrati a giugno di quell'anno presso gli studi Trinity Music di Manhattan (New York) e presenti nell'eponimo album, anch'esso di debutto.

## I brani

### Sleep Walk
Sleep Walk è il brano con cui, nell'ambito delle classifiche statunitensi pubblicate da Billboard, il duo Santo & Johnny si aggiudicò il disco d'oro. Il disco, prodotto e arrangiato da Don Costa (stesso produttore-arrangiatore di Frank Sinatra e futuro padre di Nikka), riscosse un enorme successo balzando al 1º posto della classifica Billboard Hot 100 per 2 settimane e rimanendo nelle prime 40 posizioni fino al 9 novembre. Raggiunse anche la 3ª posizione in Italia,  la  4ª nella classifica Hot R&B Songs, la 10ª in Australia e la 22ª in Gran Bretagna nella Official Singles Chart. Santo suonava la steel guitar e Johnny la chitarra ritmica.
Testo e cover
(Testo di Don Wolf)
Questa versione vocale fu registrata, per la prima volta, da Betsy Brye (1959); cui seguirono Petula Clark (1960), le Supremes (1965), la piccola Nikka Costa (9 anni, 1981), Renee Olstead e Simone Kopmajer (2003).
Il brano fu interpretato da molti altri artisti e gruppi, tra cui: Chet Atkins, il duo pianistico Ferrante & Teicher,  i Ventures, Fausto Papetti (1960), gli Shadows (1961), Herb Alpert & The Tijuana Brass, i Lively Ones (1963), Boots Randolph (1964), Al Caiola, Paul Mauriat, gli Indios Tabajaras (1967), Richard Clayderman (1980), Leo Kottke (1981), Larry Carlton (1982), Jeff Beck (1985), Danny Gatton (1987), Jonathan Richman (1989), gli Stray Cats (1992), Al Kooper (1995), Charlie Musselwhite (1997), Steve Howe, la Brian Setzer Orchestra (1998), Sly & Robbie (1999), i Blackeyed Susans (2001), Joe Satriani (2002), i Deftones (2003), Popa Chubby (2008), Micah P. Hinson (2009), Adriano Viterbini (chitarrista dei Bud Spencer Blues Explosion) e via dicendo.

### All Night Diner
All Night Diner è il brano presente sul lato B del singolo.

## Tracce
1. Sleep Walk – 2:20
2. All Night Diner – 1:50

## Staff artistico
- Santo Farina - steel guitar
- Johnny Farina - chitarra ritmica
- Mike Dee - batteria